# Lineu Dias
Linneu Moreira Dias (Sant'Ana do Livramento, 5 de outubro de 1927 — Rio de Janeiro, 3 de agosto de 2002) foi um ator, contista, poeta, dramaturgo e tradutor brasileiro.
Foi casado com a atriz Lilian Lemmertz e é pai da atriz Julia Lemmertz.

## Biografia
Teve sua estréia no teatro aos 25 anos em Porto Alegre, onde participou da juventude do Teatro do Estudante e do Teatro Universitário. Cursou Interpretação e Direção Teatral na Yale Drama School e foi professor de Interpretação na UFRGS.
Como escritor colaborou na revista literária Crucial, teve seus contos publicados nos jornais Correio do Povo, Estado de Notícias, O Estado de São Paulo e na Revista do Globo.  Foi crítico de cinema e de dança.
Atuou durante quatro décadas no cinema, teatro e televisão.
Em 1995 recebeu o Prêmio Sharp de Melhor Ator por sua interpretação na peça Minh’Alma, Alma Minha, peça de sua autoria.
Seu último trabalho foi em 2001, na minissérie Presença de Anita. Morreu um ano depois, por falência de múltiplos órgãos.
Em 2003, foram publicados seus poemas no livro Urbia.

## Carreira

### Cinema
| Ano  | Título                            | Personagem          |
| ---- | --------------------------------- | ------------------- |
| 1966 | O Corpo Ardente                   | Homem na festa      |
| 1973 | Anjo Loiro                        | Ângelo              |
| 1974 | O Marginal                        | Guarda              |
| 1980 | Asa Branca: Um Sonho Brasileiro   | Ianni               |
| 1980 | Gaijin – Os Caminhos da Liberdade | Ministro            |
| 1981 | Pixote, a Lei do Mais Fraco       | Homem assaltado     |
| 1985 | Made in Brazil                    | Homem               |
| 1985 | O Beijo da Mulher-Aranha          | Caixa do Banco      |
| 1995 | Eu Sei que Você Sabe              | Homem cansado       |
| 1998 | A Hora Mágica                     | Marcone             |
| 1998 | Bocage - O Triunfo do Amor        | Marido de Manteigui |
| 1998 | Oropa, França, Bahia              | Manuel              |
| 1999 | Um Copo de Cólera                 | Antônio             |
| 2001 | Bicho de Sete Cabeças             | Jornalista          |

### Televisão
| Ano  | Título                  | Personagem  | Notas                                 | Emissora          |
| ---- | ----------------------- | ----------- | ------------------------------------- | ----------------- |
| 1979 | O Grupo                 | Leonardo    |                                       | Rede Tupi         |
| 1980 | Um Homem Muito Especial | Doutor      |                                       | Rede Bandeirantes |
| 1981 | Partidas Dobradas       | —           |                                       | TV Cultura        |
| 1982 | Caso Verdade            | Dr. Vitor   | Episódio: "A Menina dos Milagres"     | Rede Globo        |
| 1983 | Moinhos de Vento        | Enéias      |                                       | Rede Globo        |
| 1985 | Grande Sertão: Veredas  | Seu Ornelas |                                       | Rede Globo        |
| 1994 | Caso Especial           | —           | Episódio: "Uma mulher vestida de sol" | Rede Globo        |
| 1999 | Força de um Desejo      | Luciano     |                                       | Rede Globo        |
| 2001 | Presença de Anita       | Venâncio    |                                       | Rede Globo        |

### Teatro
- Os Espectros (Henrik Ibsen)[6]
- Andorra
- Os Inimigos
- Hedda Gabler
- O Interrogatório
- Hamlet
- Fedra
- Louco de Amor
- Calígula
- A Última Gravação
- Becktianas#3
- Fim de Jogo
- Homem Branco e Pele Vermelha
- Cândido, ou O Otimismo de Voltaire

Tradução de peças teatrais
- Dias sem Fim, de Eugene O’Neill
- Festa de aniversário, de Harold Pinter
- A Dança da Morte, de Strindberg
- A Importância de ser Ernesto, de Oscar Wilde
- Dois na Gangorra, de William Gebson (encenada em São Paulo com Lílian Lemmertz e Juca de Oliveira)
- A Bilha Quebrada, de Kleist (encenada, sob sua direção, pelo Teatro Universitário/RS)

### Prêmios
- Prêmio Sharp de Melhor Ator ( 1995) por sua interpretação na peça “Minh’Alma, Alma Minha”, de sua autoria.